# Альціон білоголовий
Альціо́н білоголовий (Todiramphus saurophagus) — вид сиворакшоподібних птахів родини рибалочкових (Alcedinidae). Мешкає в Індонезії, Папуа Новій Гвінеї та на Соломонових Островах.

## Опис
Довжина птаха становить 28 см. Голова, груди, живіт і спина білі, крила і хвіст сині, нижня частина спини зелена.

## Підвиди
Виділяють три підвиди:
- T. s. saurophagus (Gould, 1843) — північні Молуккські острови (від Моротай[en] до Обі[en]), Серам і сусідні острови, північне узбережжя Нової Гвінеї, архіпелаг Бісмарка і Соломонові острови;
- T. s. anachoreta (Reichenow, 1898) — острови Вувулу[en], Нініго[en], Канієт[en] і Ерміт[en] (Західні острови[en] в архіпелазі Бісмарка);
- T. s. admiralitatis (Sharpe, 1892) — острови Адміралтейства.

## Поширення і екологія
Білоголові альціони живуть на морських узбережжях, серед скель і пляжів, а також в мангрових лісах, на плантаціях і в садах. Живляться крабами, дрібними ящірками, рибою і комахами. Гніздяться в дуплах дерев.